# Praia Grande (Niterói)
"Revista das Tropas Destinadas a Montevidéu na Praia Grande": aquarela de Debret mostrando o embarque da infantaria portuguesa na Ponta d'Areia, na Praia Grande, em 7 de junho de 1816, rumo à conquista da Cisplatina durante as guerras napoleônicas.
Praia Grande era uma praia no litoral do atual município de Niterói, no atual estado do Rio de Janeiro, no Brasil. Ela margeava o atual Centro de Niterói. Foi quase totalmente destruída com a construção do Aterro da Praia Grande ao longo do século 20. Originalmente, se estendia do bairro da Ponta d'Areia até São Domingos, sendo a maior praia de toda a Baía de Guanabara. Sucessivos aterros realizados ao longo dos séculos, especialmente o Aterro da Praia Grande, reduziram a Praia Grande às suas atuais duas pequenas faixas de areia, que não guardam a topografia original da primitiva praia. O trecho remanescente sul encontra-se entre a Praça JK e a estação das barcas da Praça Arariboia; o trecho remanescente norte se encontra no final do Caminho Niemeyer, próximo ao shopping Bay Market, e abriga uma associação de pescadores.

## História
Esta praia inspirou, em 1819, o terceiro nome que a cidade recebeu ao longo de sua história: Vila Real da Praia Grande. Em 1835, quando foi elevada à condição de cidade, a Vila Real da Praia Grande foi rebatizada com seu atual nome: Niterói (Nictheroy, na grafia da época).